# Remember the Titans
Remember the Titans (Duelo de Titanes en Latinoamérica y Titanes: hicieron historia en España) es una película estadounidense de fútbol americano y drama estrenada en el año 2000, basada en una historia real, dirigida por Boaz Yakin, producida por Jerry Bruckheimer para Walt Disney Pictures y protagonizada por Denzel Washington.
El marco histórico se ubica a principios de los años 1970, en medio de los conflictos sociales y raciales de la época, cuando el gobierno federal de Estados Unidos había dado la orden a los estados de terminar con la segregación racial en las escuelas y los equipos deportivos de las escuelas debían ser multirraciales.

## Argumento
Para evitar que algún jugador blanco boicotee al equipo si él no participa y consternado ante la perspectiva de los estudiantes pierdan sus becas escolares, por lo que el entrenador Yoast cambia de opinión y ocupa el puesto de coordinador defensivo.
Los miembros del equipo de fútbol americano, blancos y negros, con frecuencia chocan por los conflictos raciales en el campo de entrenamiento, entre ellos los de los capitanes defensivos Gerry Bertier (Ryan Hurst), y Julius Campbell (Wood Harris). Pero después de persuasión, mucha motivación y entrenamiento riguroso por parte de Boone, el equipo logra la armonía racial y el éxito. Después de regresar del campamento de entrenamiento de varios días, un miembro de la junta escolar dice a Boone que si pierde un solo juego será despedido. Posteriormente los Titans van ganando juego tras juego de manera invicta, mientras luchan contra los prejuicios raciales de la localidad antes de ganar poco a poco el apoyo de la comunidad.
Justo antes del juego semifinal, Yoast es contactado por un miembro de la junta escolar quien le informa que será incluido en el Salón de la Fama Colegial de Virginia después de que los Titanes pierdan el partido, lo que implica que él pasaría sobre Boone. Durante el juego se hace evidente que los árbitros están sesgados en contra los Titanes. Yoast le advierte al jefe de árbitros que va a ir a la prensa y exponer el escándalo a menos que el juego sea arbitrado imparcialmente. Los Titanes ganan, pero a Yoast le dicen que por sus acciones ha perdido su candidatura para la inducción al Salón de la Fama Colegial estatal.
Durante una celebración en la víspera del último juego, Bertier sufre un accidente automovilístico. Aunque Bertier no pudo jugar debido a una grave lesión en la columna vertebral (después se confirma que queda parapléjico), el equipo gana el campeonato.
Diez años más tarde, el 20 de marzo de 1981, Gerry Bertier muere en un segundo accidente de automóvil y los entrenadores y exjugadores de los Titanes se reúnen para asistir al funeral de su capitán.

## Reparto
- Denzel Washington: Entrenador en jefe Herman Boone
- Will Patton: entrenador-coordinador defensivo Bill Yoast
- Wood Harris: DE Julius Campbell
- Ryan Hurst: LB Gerry Bertier
- Donald Faison: RB Petey Jones
- Ethan Suplee: T Louie Lastik
- Kip Pardue: QB Ronnie "Sunshine" Bass
- Craig Kirkwood: QB Jerry "Rev" Harris
- Nicole Ari Parker: Carole Boone
- Krysten Leigh Jones: Nicky Boone
- Hayden Panettiere: Sheryl Yoast
- Kate Bosworth: Emma Hoyt
- Earl C. Poitier: T Darryl "Blue" Stanton
- Ryan Gosling: CB Alan Bosley
- Gregory Alan Williams: entrenador Paul "Doc" Hines
- Burgess Jenkins: TE Ray Budds

## Recepción

### Taquilla
| \| País \| Recaudación[2] \| \| -------------- \| -------------- \| \| Estados Unidos \| $115 654 751 \| \| Reino Unido \| $728 448 \| \| Alemania \| $678 872 \| \| Austria \| $159 801 \| \| Dinamarca \| $55 780 \| \| Australia \| $2 334 708 \| \| Islandia \| $25 113 \| |              |
| País | Recaudación  |
| Estados Unidos | $115 654 751 |
| Reino Unido | $728 448     |
| Alemania | $678 872     |
| Austria | $159 801     |
| Dinamarca | $55 780      |
| Australia | $2 334 708   |
| Islandia | $25 113      |

## Banda sonora del filme
El 19 de septiembre de 2000, la banda sonora fue lanzada bajo la etiqueta de Walt Disney Records. La banda sonora fue orquestada por el músico Trevor Rabin y, además cuenta con música compuesta por varios artistas. La pista de Titan's Spirit es añadida para un total de 13 pistas. También es la única pieza musical inédita.
| Remember the Titans: An Original Walt Disney Motion Picture Soundtrack |                                                                          |          |  |
| N.º                                                                    | Título                                                                   | Duración |  |
| 1.                                                                     | «Ain't No Mountain High Enough / Marvin Gaye y Tammi Terrell»            | 2:29     |  |
| 2.                                                                     | «Spirit in the Sky / Norman Greenbaum»                                   | 4:02     |  |
| 3.                                                                     | «Peace Train / Cat Stevens»                                              | 4:08     |  |
| 4.                                                                     | «Na Na Hey Hey Kiss Him Goodbye / Steam»                                 | 4:05     |  |
| 5.                                                                     | «Long Cool Woman (In a Black Dress) / The Hollies»                       | 3:17     |  |
| 6.                                                                     | «I Want to Take You Higher / Ike y Tina Turner»                          | 2:44     |  |
| 7.                                                                     | «Up Around the Bend / Creedence Clearwater Revival»                      | 2:42     |  |
| 8.                                                                     | «Spill the Wine / Eric Burdon y War»                                     | 4:05     |  |
| 9.                                                                     | «A Hard Rain's A Gonna Fall / Leon Russell»                              | 5:10     |  |
| 10.                                                                    | «Act Naturally / Buck Owens»                                             | 2:21     |  |
| 11.                                                                    | «Express Yourself / Charles Wright & The Watts 103rd Street Rhythm Band» | 3:53     |  |
| 12.                                                                    | «Titan's Spirit / Trevor Rabin»                                          | 7:25     |  |
| 13.                                                                    | «Them changes / Buddy Miles»                                             | 3:22     |  |
| 46:21                                                                  |                                                                          |          |  |

## Realidad histórica
La película ha sido objeto de debates y análisis, respecto de la precisión histórica de los hechos reflejados en la misma, en particular los enfrentamientos raciales, tanto dentro del equipo, como en la comunidad de la ciudad de Alexandria.
El autor del guion, Gregory Allen Howard, cuenta que la idea le surgió en 1996, cuando se radicó en Alexandria, por entonces una ciudad relativamente pequeña de 100.000 habitantes, en los suburbios de Washington D. C., escapando del estrés y la tensión racial que se vivía por entonces en Los Ángeles y el resto del país.
A principios de la década de 1970, Estados Unidos vivía una época de convulsión social y racial. Tres años antes había sido asesinado, el pastor y activista contra el racismo, Martin Luther King y dos años antes había sido asesinado Robert F. Kennedy, en plena campaña electoral por la presidencia, uno de los máximos pilares de la política antirracista. La juventud estadounidense se movilizaba contra la Guerra de Vietnam (1955-1975) y proponía un mundo de "paz y amor", impulsando la revolución sexual, el hippismo y el black power (poder negro), expresándose a través de nuevas corrientes musicales como el rock and roll y el funk.  
La película simplifica la evolución del conflicto racial de la época, dando a entender que el colegio T.C. Williams había sido el primero en integrar estudiantes negros y blancos, ese mismo año de 1971, mientras que los demás colegios del estado permanecían aún racialmente segregados. La historia real es que el colegio T.C. Williams efectivamente fue el primer colegio integrado, pero eso había sucedido seis años atrás, en 1965; todos los demás colegios con los que jugaron los Titans en esa temporada, también habían terminado por entonces con la segregación. Sin embargo, lo que sí sucedió a partir de 1971, fue que el colegio T.C. Williams se fusionó con otros dos colegios, el George Washington y el Hammond, que si bien no estaban estrictamente segregados, eran muy pocos los estudiantes negros que cursaban en sus aulas, especialmente el Hammond -de donde provenía el entrenador Bill Yoast-, en el que cursaban solo 3 o 4 estudiantes negros.
Varios testimonios sostienen que los conflictos raciales en Alexandría fueron presentados de modo exagerado en la película, pero en sentido contrario otros testimonios indican que si bien la película se tomó algunas libertades de guion, algo usual en películas históricas, como la recreación de una protesta racista frente al colegio T.C. Williams, dicha protesta realmente existió aunque en otro colegio de la ciudad. El entrenador Herman Boone, interpretado en el film por Denzel Washington, también dio testimonio de la separación inicial de jugadores blancos y negros en buses distintos, y su decisión de mezclar a los jugadores sin tener en cuenta las identidades raciales. Boone también contó que la escena en la que rompen la ventana de su casa con una piedra, fue mucho más grave, ya que lo que le tiraron fue un inodoro. El propio Boone tuvo que mudarse a Alexandria, porque en su Carolina del Norte natal, y pese a tener unos de los mayores récords ganadores del país, había sido desplazado del cargo de entrenador, con el argumento de que "esta ciudad no está preparada para tener un entrenador negro". Ocho años después, Boone también fue desplazado como entrenador del T.C. Williams Titans, con sospechas de que se trató de una decisión influida por conductas racistas, alentada por los entrenadores asistentes blancos, entre ellos la del propio Bill Yoast, interpretado en la película por Will Patton.
Respecto de otras escenas importantes:
- En primer lugar, el film altera las escenas decisivas referidas al partido final. Según la película los Titanes ganaron 10-7 con un touch down anotado en el último segundo, contra su archirrival, el George C. Marshall High School. Pero la historia real es que ganaron 27-0 contra los Wolverines del colegio Andrew Lewis de Salem.[7]
- Según la película hubo presiones de las autoridades del football escolar para evitar que los Titans ganaran el campeonato, manipulando los arbitrajes y presionando al entrenador asistente Bill Yoast, amenazándolo con no incluirlo en el Salón de la Fama de Virginia. Toda la secuencia es ficticia y por entonces Virginia no tenía un Salón de la Fama.[3]
- La película otorga un papel importante a la hija del entrenador asistente, Sheryl Yoast, de 9 años, interpretada por Hayden Panettiere, pero en la vida real su presencia en la historia se limitó a su interés en el football americano y a haber seguido al equipo en todos los encuentros.[3]
- El mariscal de campo Ronnie "Sunshine" Bass, proveniente de California, interpretado por Kip Pardue, es presentado como hippie, obligado a cortarse el pelo y sospechado de ser gay por algunos de sus compañeros de equipo, pero ninguna de esas cosas es cierta.[3]
- Uno de los momentos culminantes de la película es el accidente y la discapacidad sufrida por el linebacker Gerry Bertier, interpretado por Ryan Hurst, justo antes del partido final. El accidente y la discapacidad son ciertas, pero sucedió varias semanas después de la final. Bertier fue luego atleta paralímpico, hecho mencionado en el film.[3]
- La película muestra que el entrenador Bill Yoast y los jugadores blancos que provenían del colegio Hammond, rehusaron inicialmente formar parte de un equipo dirigido por el entrenador negro Herman Boone, aunque luego revirtieron su decisión. Los hechos sucedieron realmente.[3]